# کنریک تاکر
کنریک تاکر (انگلیسی: Kenrick Tucker؛ زادهٔ ۶ فوریهٔ ۱۹۵۹) دوچرخه‌سوار اهل استرالیا است.